# بوب أودونيل
بوب أودونيل (بالإنجليزية: Bob O'Donnell)‏ هو سياسي أمريكي، ولد في 25 سبتمبر 1943 في فيلادلفيا في الولايات المتحدة. حزبياً، نشط في الحزب الديمقراطي. وقد انتخب List of speakers of the Pennsylvania House of Representatives ‏ وانتخب عضو مجلس نواب بنسيلفانيا.